# Thomas Massie
Thomas Harold Massie (Huntington, 13 gennaio 1971) è un politico statunitense, membro della Camera dei Rappresentanti per lo stato del Kentucky.

## Biografia
Nato nella Virginia Occidentale, dopo gli studi al Massachusetts Institute of Technology, Massie lavorò per molti anni come imprenditore. Trasferitosi nel Kentucky, nel 2010 si candidò alla carica di giudice esecutivo della contea di Lewis e venne eletto. Due anni dopo, quando il deputato Geoff Davis abbandonò la Camera dei Rappresentanti, Massie si candidò con il Partito Repubblicano e vinse sia le elezioni speciali indette per assegnare subito il seggio di Davis, sia le elezioni generali di novembre nelle quali si rinnovava la composizione dell'aula. Massie è considerato un conservatore esponente del Tea Party.
Il 4 dicembre 2021, Massie ha attirato dure critiche per aver pubblicato sul suo account Twitter una foto di Natale di famiglia con un assortimento di pistole, pochi giorni dopo che quattro adolescenti erano stati uccisi nella sparatoria alla Oxford High School.